# HMS Royal Oak (08)
Pour les autres navires du même nom, voir HMS Royal Oak.
Le HMS Royal Oak (08) est un cuirassé de classe Revenge appartenant à la Royal Navy. Lancé en 1914 et armé en 1916, il intègre la Grand Fleet avec laquelle il participe à la bataille du Jutland. Après la guerre, il fait successivement partie de l'Atlantic Fleet, de la Home Fleet puis de la Mediterranean Fleet. Lorsque la Seconde Guerre mondiale débute, le navire est relégué en seconde ligne à cause de son âge et de sa lenteur.
Le 14 octobre 1939, il est coulé au mouillage en rade de Scapa Flow par l'Unterseeboot 47, alors commandé par Günther Prien ; celui-ci est accueilli en héros à son retour en Allemagne, et se voit décerner la croix de chevalier de la croix de fer.

## Conception

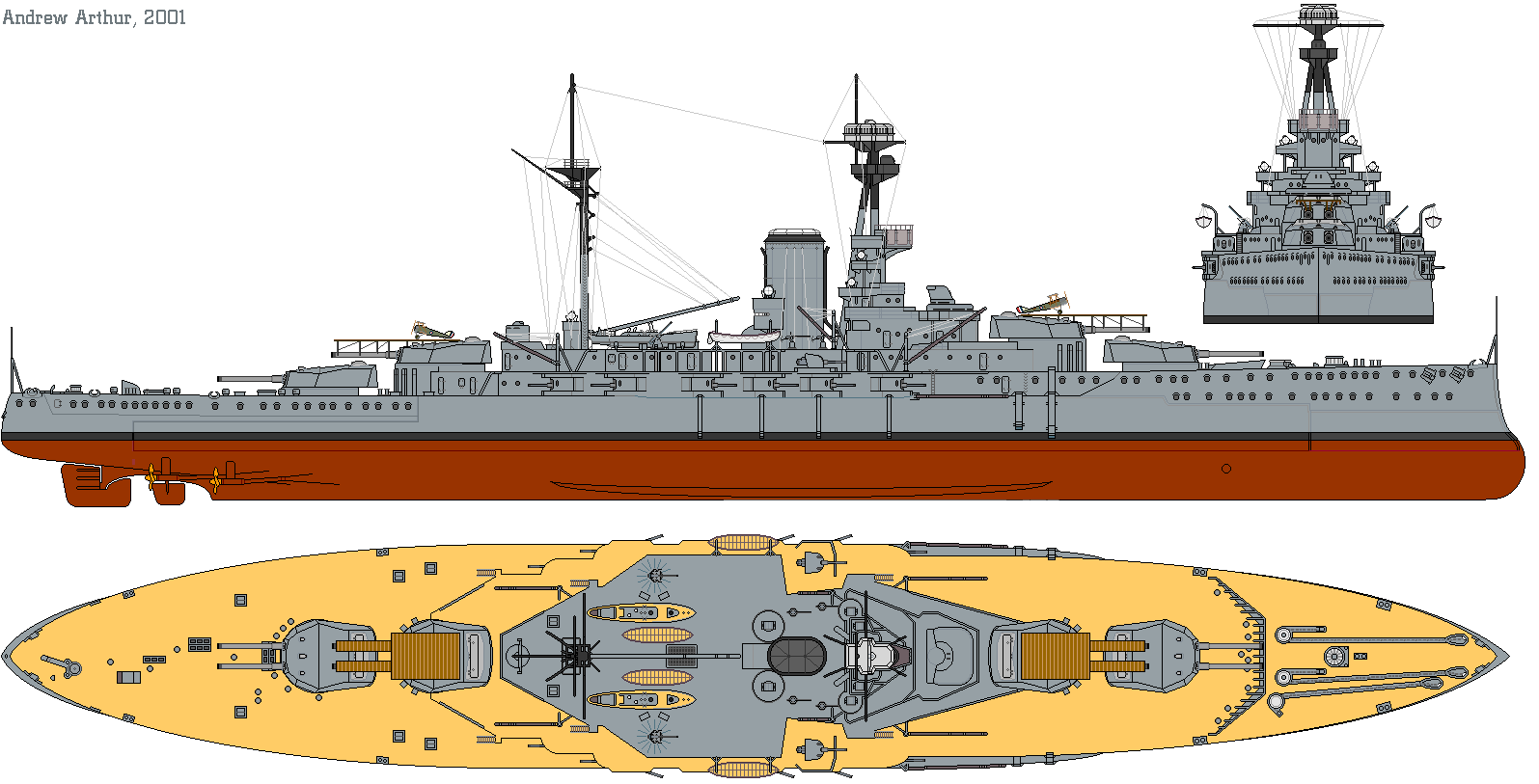
Illustration du similaire au Royal Oak selon son plan de 1916.

## Histoire

### Seconde Guerre mondiale

#### Fin du Royal Oak

Attaque à Scapa Flow.

Le Royal Oak fut coulé pendant une attaque du U-47. L'amiral Dönitz, souhaitant démontrer l'utilité de ses sous-marins auprès de l'état major allemand, étudia l'idée d'introduire un sous-marin allemand dans la rade de Scapa Flow en Écosse, sanctuaire de la flotte britannique. Il confia ainsi cette mission risquée au lieutenant de vaisseau Günther Prien qui appareilla le 8 octobre 1939 pour sa deuxième patrouille.
Cinq jours plus tard, le U-47 s'engagea en pleine nuit dans le chenal nord de Scapa Flow, mais le commandant fut surpris de n'y trouver que deux navires (la flotte manœuvrait en mer du Nord) : le transport d'hydravions Pegasus et le cuirassé HMS Royal Oak (que Prien prit pour le Repulse). Le U-47 lança alors quatre torpilles sur le Royal Oak sans qu'aucune n'atteigne le navire. Prien organisa alors une manœuvre de retournement pour utiliser (sans succès) le tube lance-torpilles arrière le temps du rechargement des tubes avant. Une nouvelle salve de quatre torpilles fut lancée et trois d'entre elles touchèrent le Royal Oak qui coula en quelques minutes (en entraînant 833 morts parmi les 1234 membres de son équipage). Le U-47 tenait son exploit et regagna très vite la haute mer poursuivi par des destroyers britanniques.

### Conséquences
La perte du Royal Oak, navire obsolète, ne mettait pas en cause la supériorité maritime britannique mais démontrait la capacité des sous-marins allemands à porter le combat jusque dans les eaux britanniques.
Son épave, considérée comme une tombe de guerre (war grave), demeure tête en bas par 30 mètres de fond, sa coque montant jusqu'à 5 mètres de la surface. Tous les ans, une cérémonie a lieu à l'emplacement précis.

## Postérité

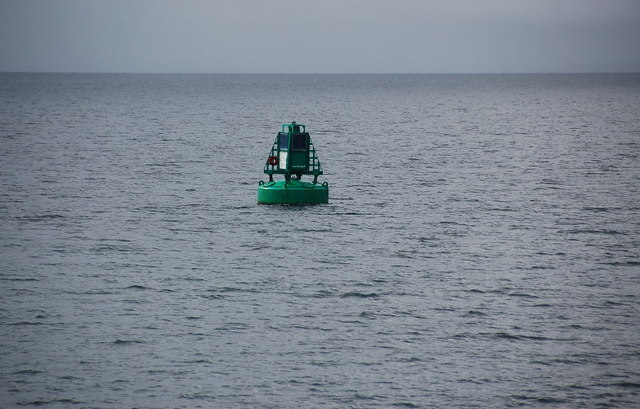
Balise marquant le lieu du naufrage.
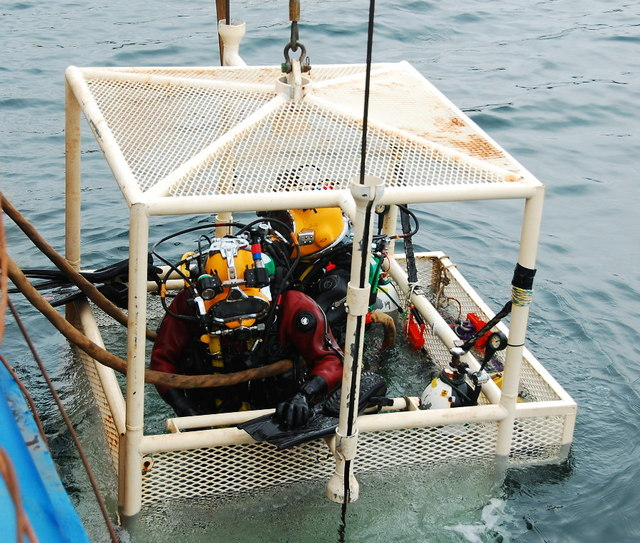
Plongée de reconnaissance sur le Royal Oak en 2009, afin de mener une opération de purge de son carburant[1].
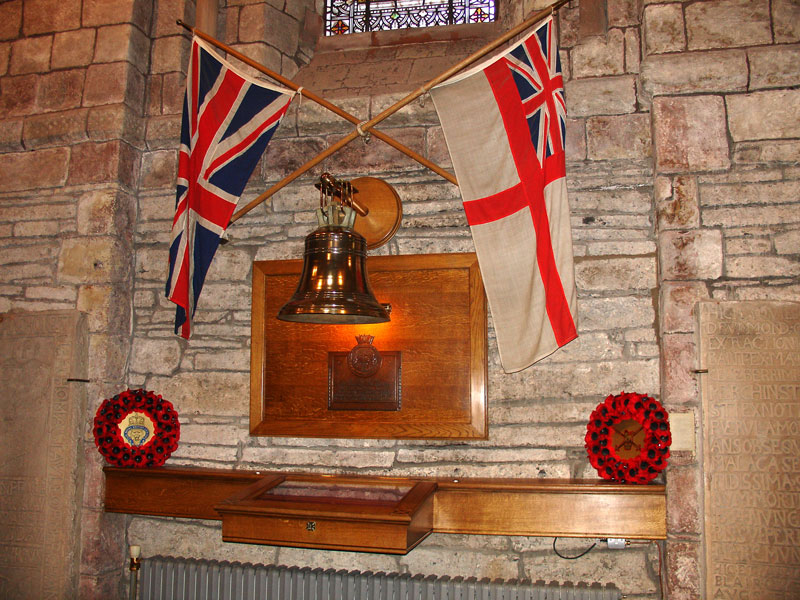
Mémorial au Royal Oak dans la cathédrale de Kirkwall.